# Canto al sole
Canto al sole è un album di Al Bano pubblicato nel 2001 in Italia, Germania, Austria e in Russia. Dopo 3 album cover questo è il primo disco di canzoni inedite dopo la separazione da Romina Power: Lei dedicata a sua figlia Jasmine, Il mito (Song for Ferrari) e Angelo Raffaele scritta come inno ufficiale dell'Ospedale San Raffaele su richiesta del fondatore Luigi Maria Verzé. Il CD è arrivato in seconda posizione ottenendo il disco d'oro in Austria per le vendite. Nel 2002 è uscita su DVD per il mercato tedesco e austriaco la versione video dell'album contenente 10 videoclip e 5 interviste.

## Tracce CD
1. Canto al sole (Diane Warren, Fabrizio Berlincioni)
2. È come musica (Dietmar Kawohl, Fabrizio Berlincioni, Albano Carrisi)
3. Lei (Dieter Bohlen, Horn-Bernges, Fabrizio Berlincioni, Luciano Sardelli, Albano Carrisi)
4. Cos'è l'amore (Mark Taylor, Paul Barry, Luciano Sardelli, Albano Carrisi)
5. La canzone di Maria (Gypsy version) (Maurizio Fabrizio, Bruno Lauzi)
6. Libertà (Springbock, L.B.Horn, Willy Molco, Romina Power, Vito Pallavicini)
7. Un amore per sempre (Dietmar Kawohl, Fabrizio Berlincioni, Albano Carrisi)
8. Il mito (Song for Ferrari) (Weindorf, Bernd Meinunger, Fabrizio Berlincioni, Albano Carrisi)
9. Volare (Domenico Modugno, Franco Migliacci)
10. Piazza grande (Lucio Dalla, Ron, Gianfranco Baldazzi, Sergio Bardotti)
11. Bianca di luna (Albano Carrisi, Pino Massara, Alessandro Colombini)
12. La canzone di Maria (Reggae version) (Maurizio Fabrizio, Bruno Lauzi)
13. Angelo Raffaele (Albano Carrisi, Oscar Avogadro)
14. Il paradiso dov'è (Tell me there's a heaven) (Chris Rea, Fabrizio Berlincioni)

## Tracce DVD
1. Piazza grande	3:20
2. Al Bano - "Der musiker" 1:18
3. Canto al sole (Ital. original version von "There you`ll be") 3:31
4. Lei (Deusche version)	3:37
5. Al Bano - "Der familienvater"	1:21
6. È come musica 3:57
7. Libertà 4:13
8. Al Bano - "Der winzer" 1:03
9. Volare 3:14
10. Cos'è l'amore	3:39
11. Al Bano - "Der koch" 0:47
12. La canzone di Maria (Gypsy version) 3:36
13. Un amore per sempre 3:21
14. Al Bano - "Der italiener" 1:16
15. Il paradiso dov'è (Tell me there's a heaven) 6:10

## Classifiche
| Classifica | Posizione |
| ---------- | --------- |
| Austria    | 2         |